# Polygala peplis
Polygala peplis är en jungfrulinsväxtart som beskrevs av Henri Ernest Baillon. Polygala peplis ingår i släktet jungfrulinssläktet, och familjen jungfrulinsväxter. Utöver nominatformen finns också underarten P. p. boinensis.